# 安定镇 (景东县)
安定镇，是中华人民共和国云南省普洱市景东彝族自治县下辖的一个乡镇级行政单位。
2012年12月28日，云南省人民政府批复同意撤销安定乡，设立安定镇。

## 行政区划
安定镇下辖以下地区：
鼠街村、民福村、河底村、迤仓村、中仓村、外仓村、古德村、青胜村、青联村、青云村、兴旺村、望福村、菠萝村、旧村、芹河村和沙拉村。